# Svadbas
Svadbas je glazbeni sastav hrvatskih producenata i glazbenika Pavle Miholjevića i Jure Ferine, poznat po radu na glazbi za film Fine mrtve djevojke i hit-singlu Treblebass.

## Povijest sastava
Svadbas počinju s djelovanjem pod tim nazivom 1994. godine, primarno se ističući na polju filmske i kazališne glazbe; 1998., usporedno s prvim studijskim albumom Svadbas, izdaju i prvi u nizu odlično primljenih albuma filmske glazbe Puška za uspavljivanje iz filma istog naziva Hrvoja Hribara. 
Album Svadbas uspijeva bez poteškoća sastavu naći izdavačku podršku nakon što je istaknut na kompilaciji Freshmaker 3 američke diskografske kuće Zark Records (postavši tako jedini sastav koji ne pjeva na engleskom jeziku na toj kompilaciji); Dallas Records objavljuje album, koji biva iznimno dobro primljen od kritike i u glazbenim krugovima, no bez većeg uspjeha kod šire publike.
Svadbas potom nastavljaju s radom na kazališnoj glazbi, stvarajući glazbene teme za brojne predstave poput Kulture u predgrađu, Ospica te Bakinog srca.

### Albumi i filmska glazba
Tijekom 1999. godine kompletiraju materijal za drugi album, da bi 2000. godine potpisali ugovor s novim izdavačem (DanMrak) te u lipnju objavili album Jug. Album je dobio odlične kritike, gdje se između ostalog najviše govorilo o rijetko kvalitetnom izdanju domaće pop glazbe. Paralelno s koncertnom promocijom Juga, skladaju glazbu za film Dalibora Matanića Blagajnica hoće ići na more uz koji izlazi i single "Moja draga", obrada starog šlagera u suradnji s Dragom Diklićem.
Nakon toga izlazi album filmske glazbe Sami za film Lukasa Nole, te f.m.d. sessions, Porinom nagrađen album glazbe iz filma Fine mrtve djevojke Dalibora Matanića u kategoriji najboljeg albuma kazališne ili filmske glazbe. Slijede daljnje suradnje s Daliborom Matanićem na kratkometražnom igranom filmu Suša i cjelovečernjem igranom filmu 100 minuta Slave (2004.), uz koji je objavljen i singl "Jesenje lišće" (izdan na kompilaciji Zlatna Koogla 2005 – DOPing izdanje). 
Osim navedenim diskografskim radom Jura Ferina i Pavle Miholjević znani su i cijenjeni kao vrsni glazbeni producenti što potvrđuje i nagrada "Zlatna Koogla 2004.", koju su dobili za rad na albumu Drveće i rijeke sastava Pips, Chips & Videoclips koji su dovršavali i miksali zajedno s glasovitim svjetskim producentom Daveom Fridmannom u Sjedinjenim Državama.
Uz spomenuti album Pipsa i vlastite albume producirali su albume pop rock sastava Djeca te debi album electro pop dua Lollobrigida Cartoon Explosion. Uz to su skladali glazbu za eksperimentalni film Lukasa Nole Krađa (2004.), i kratki film Snježane Tribuson Pod vedrim nebom (2005.).
Godine 2005., ponovno mijenjaju izdavača, te ovaj put za DOP Records, a pod okriljem Menarta, pripremaju album la la, koji se pojavio u prodaji tokom jeseni 2005. godine. Album je najavljen iznimno uspješnim singlom "Treblebass" (radi se o složenici koja kombinira riječi kojima se označavaju dva osnovna efekta kod većine instrumenata na struju, te glazbenih pojačala i uređaja za reprodukciju glazbe), koji je dosegao najviša mjesta na većini ljestvica, što ga čini prvim velikim uspjehom Svadbasa kod publike. Pjesma "Treblebass" postala je hitom mjeseca Otvorenog radija jer se na prvom mjestu domaće top liste zadržala nekoliko tjedana, a istovjetan je uspjeh ponovila na mnogobrojnim radio stanicama diljem Hrvatske. Videospot za singl režirao je Dalibor Matanić. Slijedi hit "Pričaj mi o ljubavi" koji je po objavljivanju počeo ponavljati uspjeh "Treblebasa" te treći singl "Više nije važno tko je kriv".
Godine 2006. na 13. dodjeli diskografske nagrade Porin, "Treblebass" je proglašena najboljom pjesmom godine.

## Članovi sastava
- Pavle Miholjević – gitara, bas-gitara
- Jura Ferina – klavijature
- Ljubica Gurdulić – vokal
- Bojan Gaćina – bubnjevi
- Ana-Maria Ocvirk – udaraljke, prateći vokal
- Marko Kalčić – bas-gitara

## Diskografija

### Albumi
- Svadbas (1998.)
- Jug (2000.)
- la la (2005.)
- Još (2012.)

### Albumi filmske glazbe
- Puška za uspavljivanje (1998., iz filma Puška za uspavljivanje)
- Blagajnica hoće ići na more (2000., iz filma Blagajnica hoće ići na more)
- Sami (2001., iz filma Sami)
- f.m.d. sessions (2001., iz filma Fine mrtve djevojke)
- 100 minuta Slave (2004., iz filma 100 minuta Slave)
- Krađa (2004. iz filma Krađa)
- Pod vedrim nebom (2005., iz kratkog filma Pod vedrim nebom)
- Volim te (2005., iz filma Volim te)

### Singlovi
- "Ne znam" (1997.)
- "Ospice" (1998.)
- "Amerika" (2000.)
- "Moja draga" (2000.)
- "Nitko nije siguran" (2001.)
- "Prekrasan dan" (2002.)
- "Treblebass" (2005.)
- "Pričaj mi o ljubavi" (2005.)

## Vanjske poveznice
- DOP produkcija: Svadbas  Arhivirana inačica izvorne stranice od 17. lipnja 2006. (Wayback Machine)